# Алалія
Ала́лія (грец. α — без і λαλια — розмова) — відсутність або недорозвиток мовлення, спричинений органічним ураженням мовленнєвих зон кори головного мозку внутрішньоутробно чи в ранньому віці.

## Види
Розрізняють моторну і сенсорну алалію, при яких відповідно порушуються функції лобно-тім'яних і скроневих ділянок кори головного мозку.
Моторна алалія характеризується тим, що дитина розуміє звернену до неї мову, але сама не говорить.
Сенсорна алалія характеризується розладом розуміння мови при збереженні елементарного слуху.
Алалію потрібно відрізняти від приглухуватості, глухонімоти та глибокої розумової відсталості.

## Корекція
Навчання мови у дітей з алалією починається, як правило, на третьому-четвертому році життя. Діти з алалією шкільного віку навчаються в спеціальних школах.

## Діагностика

### Алалія та інтелектуальна недостатність
Недорозвинення мови при алалії завжди поєднується зі своєрідними особливостями розумової діяльності. Умови для розвитку інтелекту при алалії несприятливі. Тому інтелектуальні порушення з віком можуть проявлятися у все більшій мірі. Нерідко вони починають займати провідне місце в загальній структурі дефекту, що призводить до великих діагностичних складнощів, якщо дитина обстежується не в динаміці. На практиці це часто призводить до того, що діагноз «алалія», поставлений у дошкільному віці замінюється діагнозом «олігофренія». Така зміна діагнозу часто пояснюється допущеною при первинному обстеженні помилкою. (Є. М. Мастюкова) діти, що не говорять легко губляться в нових умовах і внаслідок цього не розкривають справжніх можливостей свого інтелекту. Проте не виключена можливість поєднання олігофренії з мовним дефектом. При олігофренії може спостерігатися не тільки сенсорна, але і моторна алалія, а також інші парціальні дефекти вищих кіркових функцій: алексія, аграфия, апраксія. (Н. Н. Трауготт).

### Алалія і слабомислення
Досить важко відрізнити сенсорну алалію від приглухуватості. М. М. Трауготт писала, що існує думка, що сенсорна алалія — дефект достатньо поширений, а суперечливість суджень про нього обумовлена труднощами його виділення серед інших форм слухоречової патології. Діти з алалією, яких обстежила М. М. Трауготт, всі мали зниження слухової чутливості в тій чи іншій мірі. (Н. Н. Трауготт). Вона вважала, що головна причина розбіжностей у діагностиці сенсорної алалії полягає в труднощі відмежування його від затримки мовного розвитку, обумовленої приглухуватістю. Навіть батьки та вихователі зазвичай не можуть сказати, які звуки дитина чує, а які йому недоступні. Нерідко дефект слуху у дитини взагалі не помічається, і батьки звертаються до логопеда тільки з приводу затримки розвитку мови. Бувають і протилежні випадки, коли дитину вважають глухим незважаючи на наявність епізодичних реакцій на тихі звуки. (Н. Н. Трауготт). Труднощі оцінки слуху обумовлена непостійністю реакції дітей на слухові подразники. Одні й ті ж звуки діти часто те чують, то не чують, то реагують на слабкі звуки, то не чують навіть гучні, що досягають больового порогу. Таким чином не завжди вдається виявити залежність реакції від інтенсивності звуку, що є патогномічним для сенсорної алалії. Головною перешкодою для точного визначення обсягу слуху виявляється порушення слухового уваги. Діти не звертають уваги на звуки, швидко відволікаються, перестають слухати, увагу їх відносно звуків швидко виснажується. (Н. Н. Трауготт). При використанні знайомих звуків вдається легше виявити залежність точності реакції від інтенсивності звучання. (Н. Н. Трауготт). Наявність приглухуватості не виключає діагнозу сенсорної алалії. Зниження слухової чутливості при алалії може пояснюватися тим, що одна і та ж причина може зумовити ураження різних рівнів слухового шляху, включаючи периферичну ланку. Туговухість та порушення центральних механізмів слуху можуть мати різний генез, і поєднання їх є випадковим. Також центральне ураження слухового апарата може бути причиною зниження гостроти слуху, тому що звуки для дитини не мають смислового значення. (Н. Н. Трауготт).

### Алалія і аутизм
Алалія іноді супроводжується мовним негативізмом і емоційно-особистісними порушеннями. На відміну від хворих на алалію, у дітей з аутизмом відсутня невербальна комунікація — жести, міміка, вигуки, погляд на обличчя. У будь-якому випадку, робота починається з психотерапевтичних прийомів, встановлення контакту, зниження тривожності дитини. У подальшому стане зрозуміло, що в структурі дефекту первинне: алалія, або аутистичні риси особистості. (Є. А. Стребелева).

### Алалія і дизартрія
При дизартрії первинна патологія — порушення іннервації м'язів мовного апарату з боку бульбарних і псевдобульбарних систем мозку, що проявляється у вигляді паралічів і парезів. При алалії цього немає. (Т. Г. Візель).

### Алалія і афазія
У дітей старше 2,5 років певні ділянки мозку вже отримують мовну спеціалізацію, тому їхнє ураження призводить до дитячої афазії. Вона відрізняється від «дорослої» афазії нестійкістю, тому що пластичність дитячого мозку забезпечує досить швидку компенсацію мовного дефекту. (Т. Г. Візель) Спеціалізація ділянок кори за деякими оцінками закінчується до 8 або 10 років. До цього віку методи корекції при алалії і афазії подібні.

### Алалія і затримка мовного розвитку
Багато авторів пишуть, що при затримці мовного розвитку мова розвивається так само, як у нормальних дітей, але в пізніші терміни, тоді як при алалії розвиток мови відбувається за патологічному типу. Н.С Жукова докладно описала засвоєння мови в процесі онто-і дизонтогенеза. Яскравою особливість дизонтогенеза є тривале за часом відсутність мовного наслідування новим словам. Дитина повторює тільки спочатку засвоєні ним слова (не більше 10). Така зупинка може бути і при нормальному розвитку, але не більше ніж на 5-6 місяців після появи перших 3-5 слів. При появі наслідування репродукція здійснюється не в рамках просодії цілого слова, як в нормі, а тільки його частини. Прагнення до відкритих складах, для цього дитина додає у кінці слова голосний звук (котика замість котик). При відсутності необхідного артикуляційного укладу, дитина замінює важкий звук на артикуляційно-далекий (у нормі заміщають звуки артикуляційно близькі). Є також відмінності у засвоєнні лексики, морфології, і синтаксису мови. (Н. С. Жукова) Н. С. Жукова призводить також схему системного розвитку нормальної дитячої мови, складену за матеріалами О. М. Гвоздєва, як умовний еталон норми і дає докладні діагностичні методики мови дітей дошкільного віку.
Багато авторів пишуть, що для постановки такого діагнозу, як алалія, недостатньо одного обстеження. Необхідно спостерігати дитину протягом декількох занять, в різних ситуаціях. Зміст логопедичної роботи на початкових етапах подібний при різних порушеннях. Але за допомогою медичної діагностики ми можемо і повинні відразу виключити недолік слуху і неврологічні порушення, що призводять до дизартрії. При цих станах методи корекції принципово інші.

## Основні напрямки логопедичної роботи
У дітей що нормально розвиваються мовленнєвий (і не тільки мовний) розвиток починається частіше за правопівкульним типом. У ранньому онтогенезі права півкуля є домінантною. (Т. Г. Візель) Однак зустрічається виражений лівопівкульний тип. Американський нейролінгвіст Кетрін Нельсон зауважила, що деякі діти починають освоювати промову з граматичних морфем (допоміжні слова в англійській мові), а основні змістовні слова з'являються пізніше. (K. Nelson. Strukture and strategy in learning to talk). Ті діти, у яких компенсація порушення відбувається в основному за рахунок лівої півкулі йдуть по шляху накопичення довільно керованою мови. Вони засвоюють спочатку одні звуки і слова, потім — інші, будують спочатку прості фрази, потім складніші, активно і свідомо виправляють свої помилки. Ті ж, у кого компенсація здійснюється шляхом включення правої півкулі, можуть сказати цілі тиради будь-яких усталених фраз, і в той же час не зуміти повторити навіть простого слова. (Т. Г. Візель). Таким чином, логопедична робота проводиться, в основному, за двома напрямками:
- 1. Розгальмовування мовної функції правої півкулі.
- 2. Здійснення лівопівкульним контролю над структурними одиницями мови: послідовне засвоєння звуків, складів, слів, граматичних форм і фразової мови.

Т. Г. Візель представляє алгоритм компенсації наступним чином:
- Асоціативні зв'язки між потиличною часткою і постцентральною ділянкою лівої півкулі мозку: буквено-артикуляційні зв'язки в звуконаслідуваннях.
- Асоціативні зв'язки між потиличною часткою і премоторною ділянкою лівої півкулі мозку: артикуляційно-графічні зв'язки (читання слів)
- Асоціативні зв'язки між постцентральною ділянкою лівої півкулі і скроневою часток правої півкулі: артикуляційно-акустичні зв'язку в звуконаслідуваннях.
- Асоціативні зв'язки між премоторной зоною і скроневою часток лівої півкулі: артикуляційно-акустичні зв'язки. (Т. Г. Візель).

Раніше Т. Г. Візель писала, що опора на графеми малоефективна. «Ще не засвоєна вимова звуку, неможливе повноцінне оволодіння буквою. Буква не допоможе дитині уточнити артикуляцію, тому що зворотний зв'язок» буква — звук "не мала місця в мовній практиці дитини "(Т. Г. Візель) Якщо компенсація мовної функції протікає переважно шляхом"прориву"і накопичення мимовільної, як би трагічної мови, її не можна обмежувати, завчасно виправляти помилки. Необхідно дати дитині можливість вільно реалізувати залишкову мову. Чисто лівопівкульний або суто правопівкульний шлях компенсації на практиці зустрічається рідко. В основному ми маємо справу зі змішаним типом, коли беруть участь обидві півкулі, хоча якийсь з них є провідним. Це дозволяє пояснити, чому дитина іноді може сказати щось складне, а іноді не може вимовити зовсім просте, чому не в змозі повторити те, що сказав. (Т. Г. Візель). Т. Г. Візель пише, що суть логопедичної роботи повинна полягати в тому, щоб замість порушених каналів мовної діяльності включити ті, які збереглися, змусити їх посилено працювати. Високоефективними виявляються методи, спрямовані на перебудову способу здійснення функції. (Т. Г. Візель).

## Деякі методи корекції при сенсорній алалії
При сенсорної алалії перше завдання — розвиток слухового уваги. Деякі пропонують влаштувати дитині якийсь «зоровий голод» — максимально зменшити кількість зорових подразників і збільшити кількість звукових. Б. М. Гриншпун і С. М. Шаховська надають великого значення звуковому режиму дитини. Вони вважають, що зайве безладне слухове навантаження затримує розвиток розуміння самої мови. Дітей захищають від зайвих звернень до них оточуючих, виключаються звукові апарати (дзвінки, телевізор), обмежується надходження мовних і немовних сигналів. На тлі такого заспокоєння можна приступати до роботи. (Б. М. Гриншпун, С. М. Шаховська)
Розвиваючи слухову увагу, педагоги помітили, що в певних ситуаціях, наприклад при зацікавленості дитини, спостерігається поліпшення звукового аналізу, а також поліпшення ретенції нового словесного матеріалу і пригадування раніше засвоєного. Одночасно стають менш вираженими і динамічні порушення щодо розуміння мови. Іншою характерною особливістю є більша сталість і тому здається більший обсяг експресивної мови в порівнянні із сенсорною. Раз засвоєна цими дітьми произносительная формула слова відносно легко зберігається і легко актуалізується. (Н. Н. Трауготт). Тому необхідно, максимально прагнути до того, щоб звукові подразники придбали життєву значимість і емоційний зміст. Треба оточити дитину виконуваними іграшками, навчити його відрізняти іграшки по видаваним ними звуків. У цих умовах підвищиться стійкість орієнтовних реакцій на звуки і полегшиться освіта звукових умовних рефлексів. Під час ігор, занять, їжі, різних побутових процедур дитина повинна постійно чути звуки. Так звуки поступово набувають для дитини смислове значення. Треба навчати дитину виділяти корисний сигнал з шуму. Дитина повинна постійно чути мову гучну, чітку, просту за побудовою та інтонаційно виразну. Одні й ті ж пропозиції повинні повторюватися в стереотипній формі для того, щоб дитина легше їх засвоював. Слід якомога раніше почати навчати грамоти для того, щоб система умовних зв'язків кожного слова і пропозиції формувалася за участю повноцінного аналізатора. (Н. Н. Трауготт).
Спочатку слід використовувати звуки, які значно перевищують за гучністю порогові. Це відноситься як до мовних, так і до немовних звуків. Поступово знижуючи інтенсивність звучання, можна привчити дитину реагувати на знайомі слова і пропозиції, виголошені навіть пошепки. (Н. Н. Трауготт). У процесі навчання існують дві небезпеки: педагог може недооцінити тяжкість слухового дефекту дитини, завантажити його дуже великим і важким матеріалом, вимагати від нього сприйняття та аналізу подразників, близьких до порогових, і це може привести до зриву і спричинити за собою втрату інтересу до звуків і негативізм. З іншого боку, якщо дитина постійно чує звуки, що значно перевищують пороги слухового сприйняття, то тихі звуки не набудуть для нього сигнального значення, слухова увагу не розвивається. За спостереженнями М. М. Трауготт, у деяких дітей із сенсорною алалією, які займалися постійно протягом ряду років від звукопідсилювальної апаратури, відбулося погіршення слуху, тобто пороги звукового сприйняття у них підвищилися. (Н. Н. Трауготт). Перебудова функції полягає в тому, щоб розвинути в дитини здатність витягати з немовних шумів ті акустичні ознаки, які є корисними для мови. Основними тут є звуконаслідування. Наслідування, наближене до конкретного шуму поступово стає все більше умовним. Наприклад, спочатку дитина нявкає, як кішка.
Поступово це нявкання стає менш виразним, наближаючись до звуконаслідувальних слів «няв-няв». Натуральне звуконаслідування здійснюється за рахунок скроневої зони правого півкулі і тім'яних зон обох півкуль. Далі педагог замінює звук звуконаслідувальних слів. Підключається розумовий апарат лівої лобної частки, завдяки чому дитина розуміє це слово. Результати перешифровка передаються на рівень теоретичних полів лівої і частково правої скроневої часток, обробних слів людської мови як звукокомплексу. Таким чином, мовна ліва скронева частка включається до функціювання в обхід, а саме через лобові і тім'яні частки обох півкуль. (Т. Г. Візель).